# Cambridge Greensand
Les Cambridge Greensand (Sables verts de Cambridge en français) sont une formation géologique datant du Crétacé inférieur et située en Angleterre, Europe.
Des fossiles de dinosaures ont été trouvés dans cette formation.

## Paléofaune
- Enaliornis
  - Enaliornis barretti[2]
  - Enaliornis sedgwicki[2]
  - Enaliornis seeleyi

- Ornithischia
  - Anoplosaurus
    - Anoplosaurus curtonotus[3]
    - « Anoplosaurus major »[3],[4]

- - Acanthopholis
    - Acanthopholis eucercus[3]
    - Acanthopholis platypus[3],[5]
    - Acanthopholis macrocercus[3],[4]
    - Acanthopholis stereocercus[3],[4]

  - Eucercosaurus
    - Eucercosaurus tanyspondylus [3]

  - Trachodon
    - Trachodon cantabrigiensis [6]

- Saurischia
  - Macrurosaurus
    - Macrurosaurus semnus[5]

- Pterosauria[7],[8],[9]
  - Amblydectes crassidens
  - Amblydectes eurygnathus
  - Camposipterus colorhinus
  - Camposipterus nasutus
  - Camposipterus sedgwickii
  - Lonchodraco machaerorhynchus
  - Lonchodraco microdon
  - Ornithocheirus simus
  - Ornithocheirus capito
  - Ornithocheirus denticulatus
  - Ornithocheirus platystomus
  - Ornithocheirus polyodon
  - Ornithostoma sedgwicki

- Ichthyosauria[10]
  - Cetarthrosaurus walkeri
  - Platypterygius campylodon
  - Sisteronia seeleyi